# Lijst van schepen van de United States Navy
De Lijst van schepen van de United States Navy bevat alle schepen die ooit in dienst zijn geweest bij de United States Navy.
Door het grote aantal schepen is de lijst opgedeeld per eerste letter van de scheepsnaam (zonder USS-prefix). 
Voor alle schepen momenteel in dienst bij de US Navy zie: Lijst van actieve schepen van de United States Navy
A · B · C · D · E · F · G · H · I · J · K · L · M · N · O · P · Q · R · S · T · U · V · W · X · Y · Z